# Temps de chien
Pour les articles homonymes, voir Temps de chien (homonymie).
Pour plus de détails, voir Fiche technique et Distribution.
Temps de chien est un film français réalisé par Jean Marbœuf et sorti en 1996.

## Fiche technique
- Titre : Temps de chien
- Réalisateur : Jean Marbœuf
- Scénario : Jean Marbœuf et Éric-Emmanuel Schmitt
- Photographie : Dominique Bouilleret
- Costumes : Odile Sauton
- Musique : Christian Gaubert
- Son : Étienne Chambolle
- Montage : Anne-France Lebrun
- Production : Les Films du Chantier
- Pays d'origine :  France
- Distribution : Connaissance du cinéma
- Durée : 105 minutes
- Dates de sortie :
  - Belgique : octobre 1996 (Festival international du film francophone de Namur)
  - France : 5 mars 1997

## Distribution
- Philippe Rebbot : Jean
- Françoise Arnoul : Rosa Bellefeuille
- Evelyne Bouix : la Fée Carabosse
- Julie Marbœuf : Agathe Benoît
- Fabienne Chaudat : Pétronille Dubreui
- Catherine Arditi : Claude Martine
- Josiane Lévêque : Françoise Mourioux
- Michèle Simonnet : Sophie Vignolet
- Séverine Vincent : Denise Pardoux
- Violeta Ferrer : Mémé
- Pierre Cognon : Bernard